# آئروکون

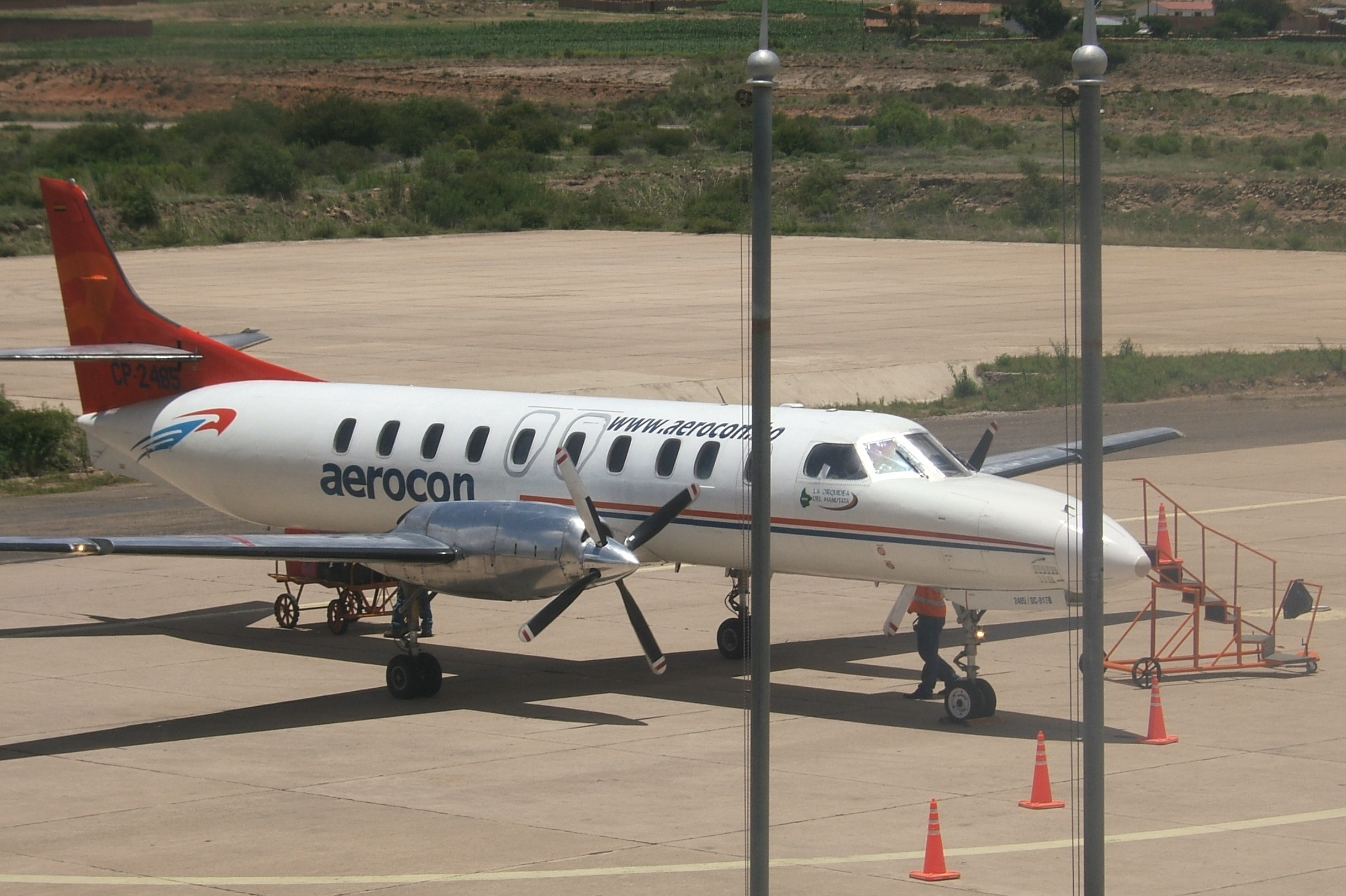

آئروکون (به انگلیسی: Aerocon) یک شرکت هواپیمایی با کد یاتا A4 است که در تاریخ ۲۰۰۵ میلادی تأسیس شده است. دفتر مرکزی آئروکون در سانتا کروس د لا سیرا (بولیوی) ، بولیوی واقع شده‌است و قطب این شرکت هواپیمایی در فرودگاه ال ترومپیلو قرار دارد و به ۱۴ مقصد، پرواز انجام می‌دهد.